# Scenopinus nidorcaupulus
Scenopinus nidorcaupulus är en tvåvingeart som beskrevs av Kelsey 1969. Scenopinus nidorcaupulus ingår i släktet Scenopinus och familjen fönsterflugor.
Artens utbredningsområde är Colorado. Inga underarter finns listade i Catalogue of Life.